# 湯姆·哈伐令
托馬斯·康拉德·「湯姆」·哈伐令（英語：Thomas Conrad "Tom" Hoefling；1960年12月20日—），是一名美國活動家與政治家。他是美國的黨的創立人與全國主席，並為該黨2012年及2016年美国总统选举的總統候選人；亦曾擔任艾倫·凱斯的政治團體「美國復興」之政治部主任，並以此職銜出任美國保守聯盟的代表。

## 活動
哈伐令分別在2012年8月及2016年6月被美國人獨立黨提名為總統候選人。

## 外部連結
- Tom Hoefling - Common Sense （页面存档备份，存于），官方網站